# 夏祭り
夏祭り（なつまつり）は、日本において夏に行われる祭りの総称である。なかでも7月上旬から8月下旬頃のものを指すことが多い。逆に9月以降の祭りは旧暦7月に行われる場合は夏祭りに準じて扱われることが多い。

## 概要
日本の夏祭りの多くは、起源的には盂蘭盆会（盆）・七夕・祇園祭などが絡んだものやその周辺的な行事であるものが多い。したがって、旧暦では6・7月の行事に当たる。また農村社会では夏季の農事による労働の疲れに関わる行事、都市社会では江戸時代以前の夏季の疫病封じ、その死者を弔う行事を起源とするものが多い傾向にある。
ただし、近代化によって変質したものも多い（したがってその起源はあまり認識されず、夏祭りは一般的に厳粛な行事ではなく華やかな行事とされる傾向が強い）。また江戸時代以前には起源がなく、専ら近現代的な行事として始まったものや他地域の伝統的な夏祭りを模倣した（またその影響下にある）ものも多い。
とりわけ、8月の旧盆の時期をはさんだ夏祭りは帰省の時期と相まって祭礼中での懐かしい人との再会など感慨深いものがあるとされる。
港町では「みなとまつり」など、郷土色豊かなバリエーションが存在する。また、神社の祭りも多くこの時期に行われる。

## 夏祭りで行われるもの
- 盆踊り
- パレード
- 花火大会
- 屋台（縁日広場）
- 山車、祭囃子
- 特設舞台を使用するイベント
  - 歌謡ショー
  - キャラクターショー（テレビアニメ、戦隊シリーズ、ローカルヒーローなどのものが多い）
  - マジックショー
  - カラオケ大会

## 日本の代表的な夏祭り
- 北海道
  - 姥神大神宮渡御祭

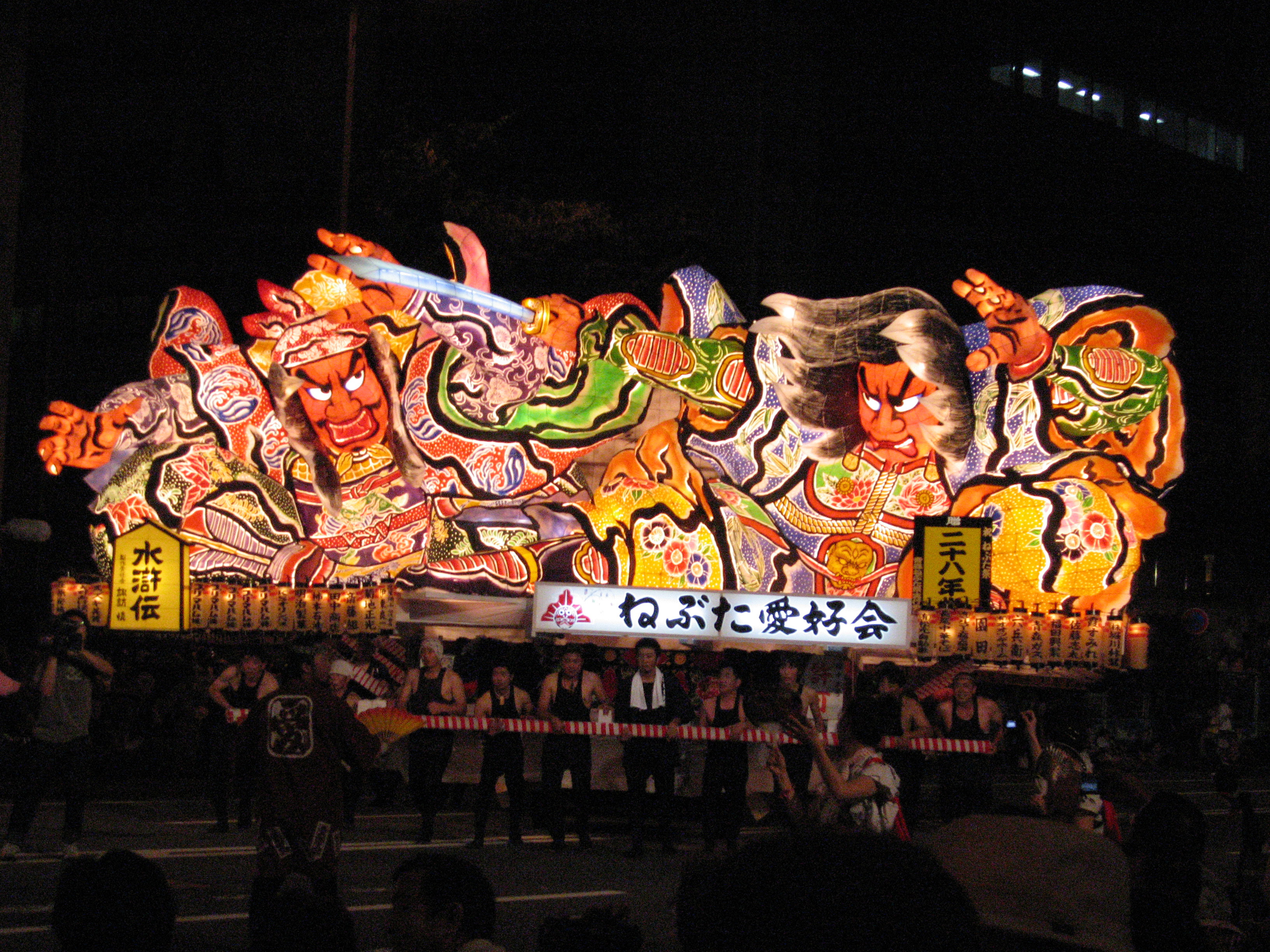
青森ねぶた祭

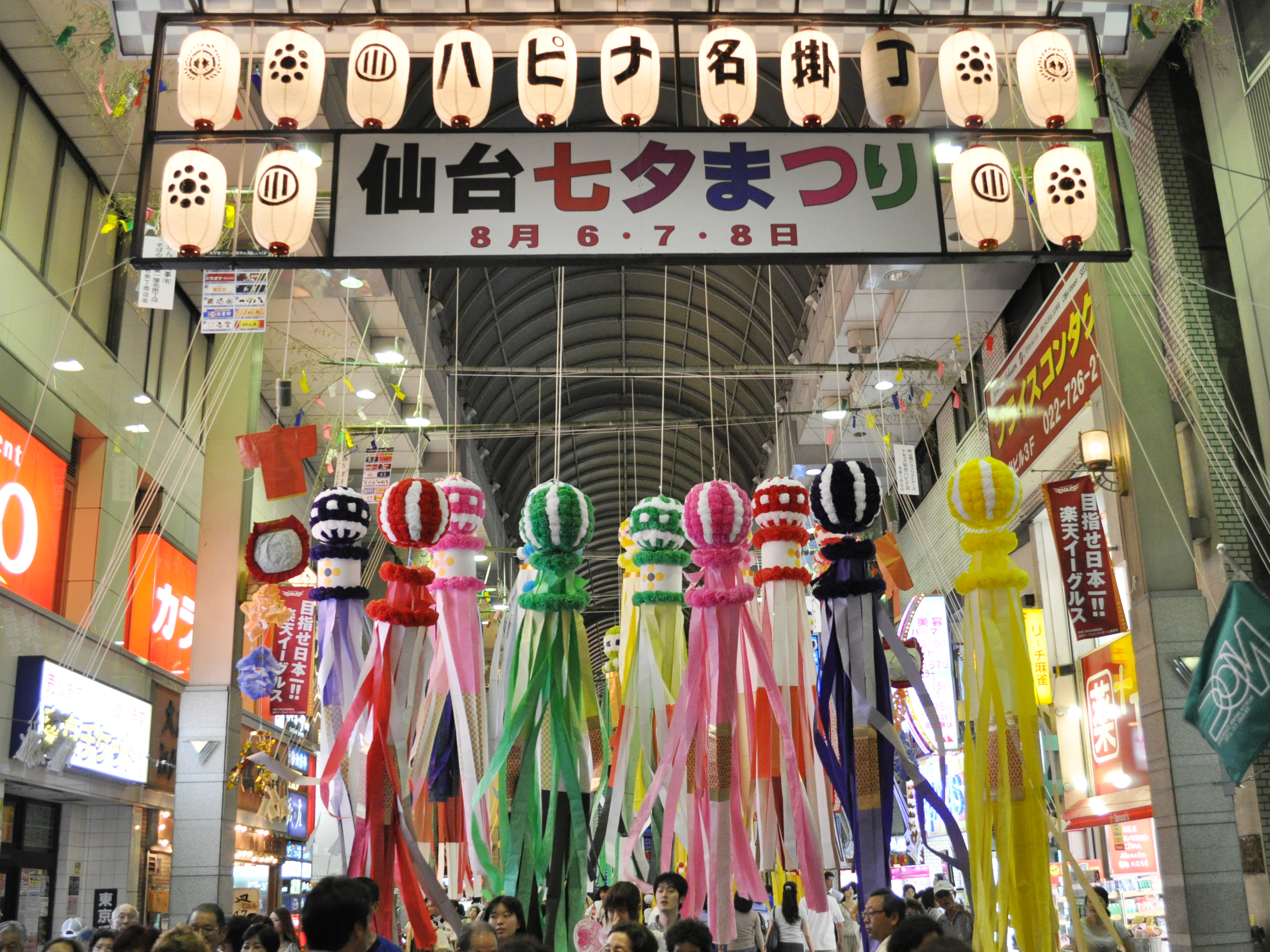
仙台七夕まつり

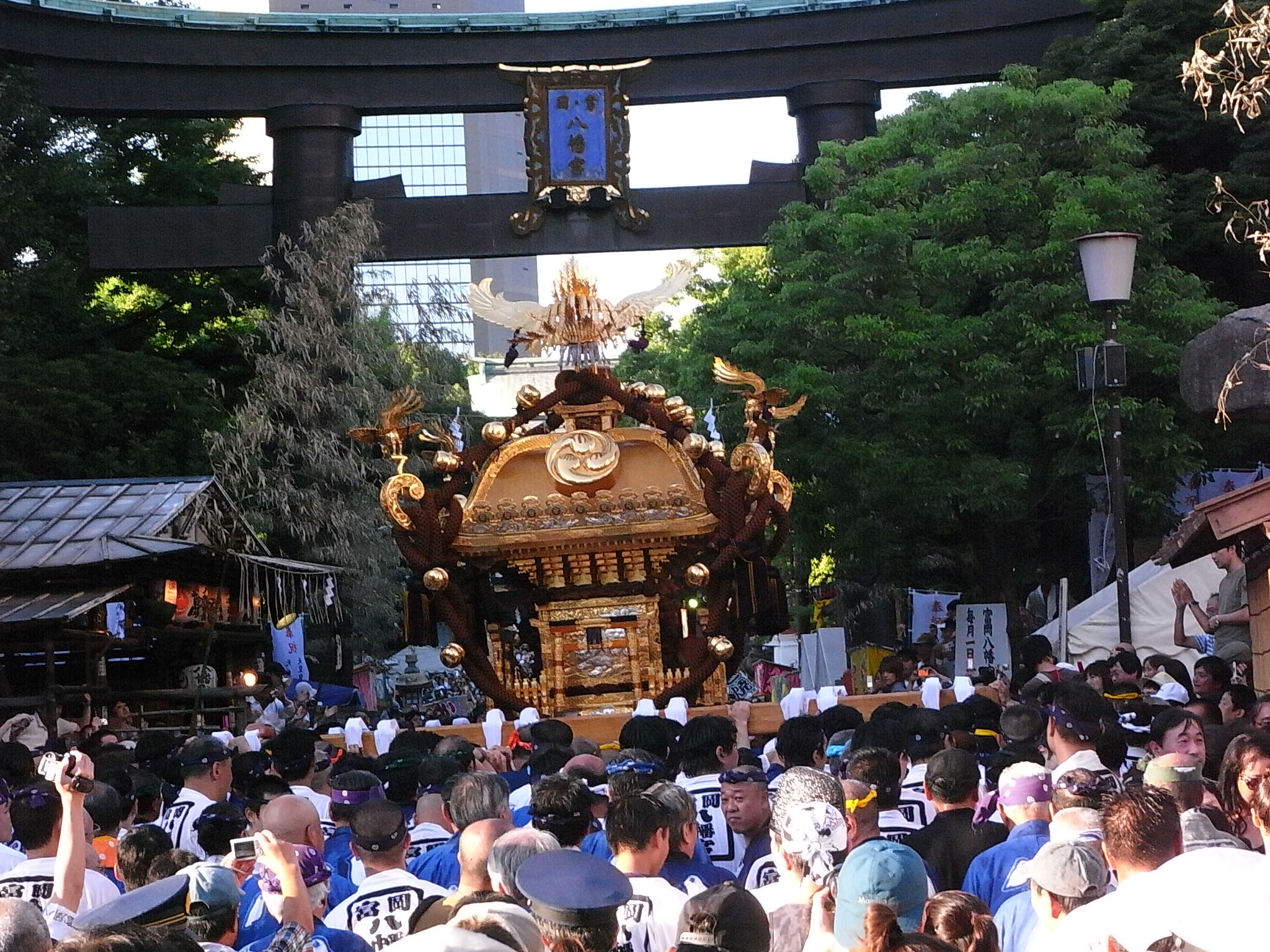
深川祭

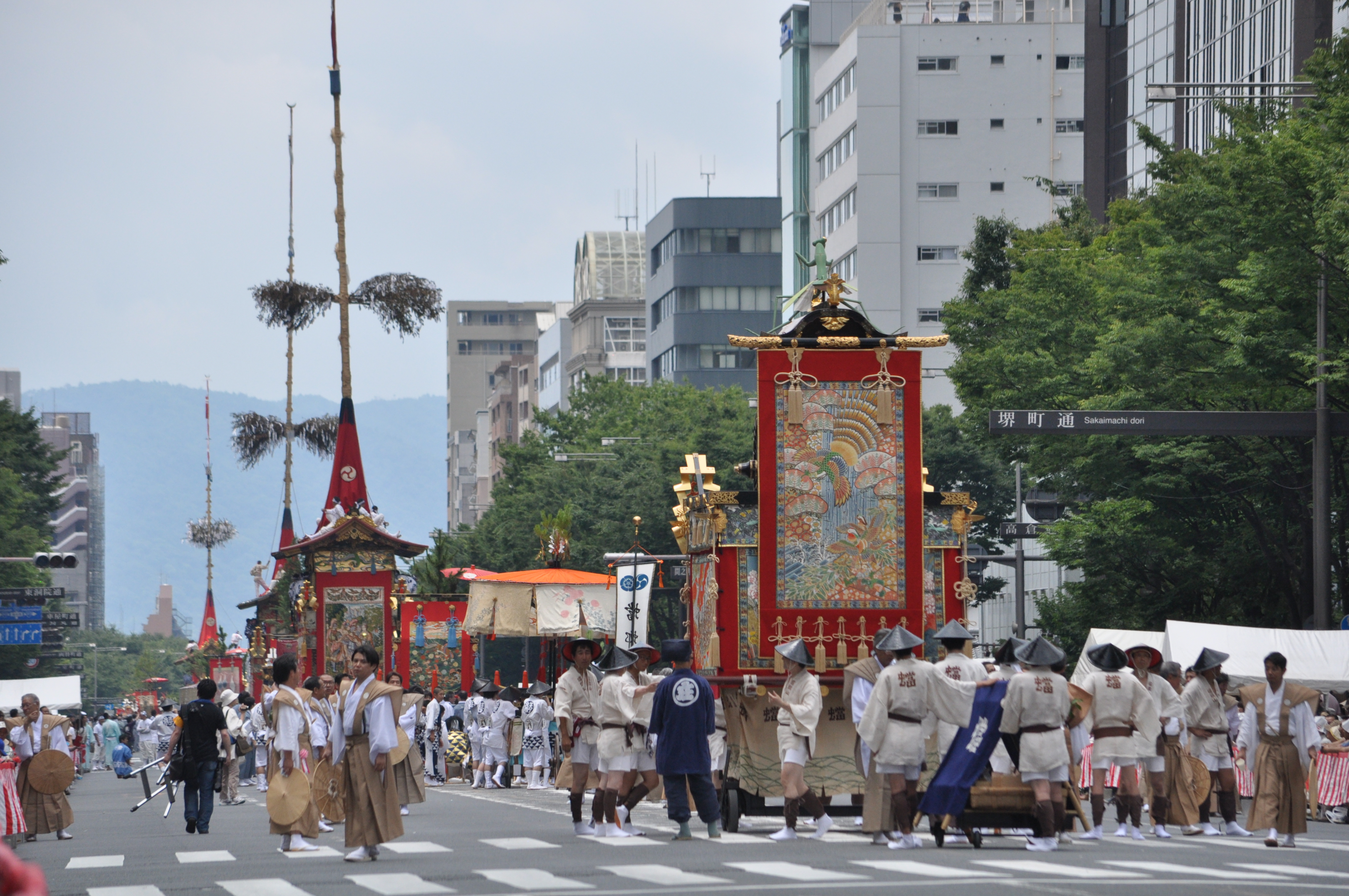
祇園祭

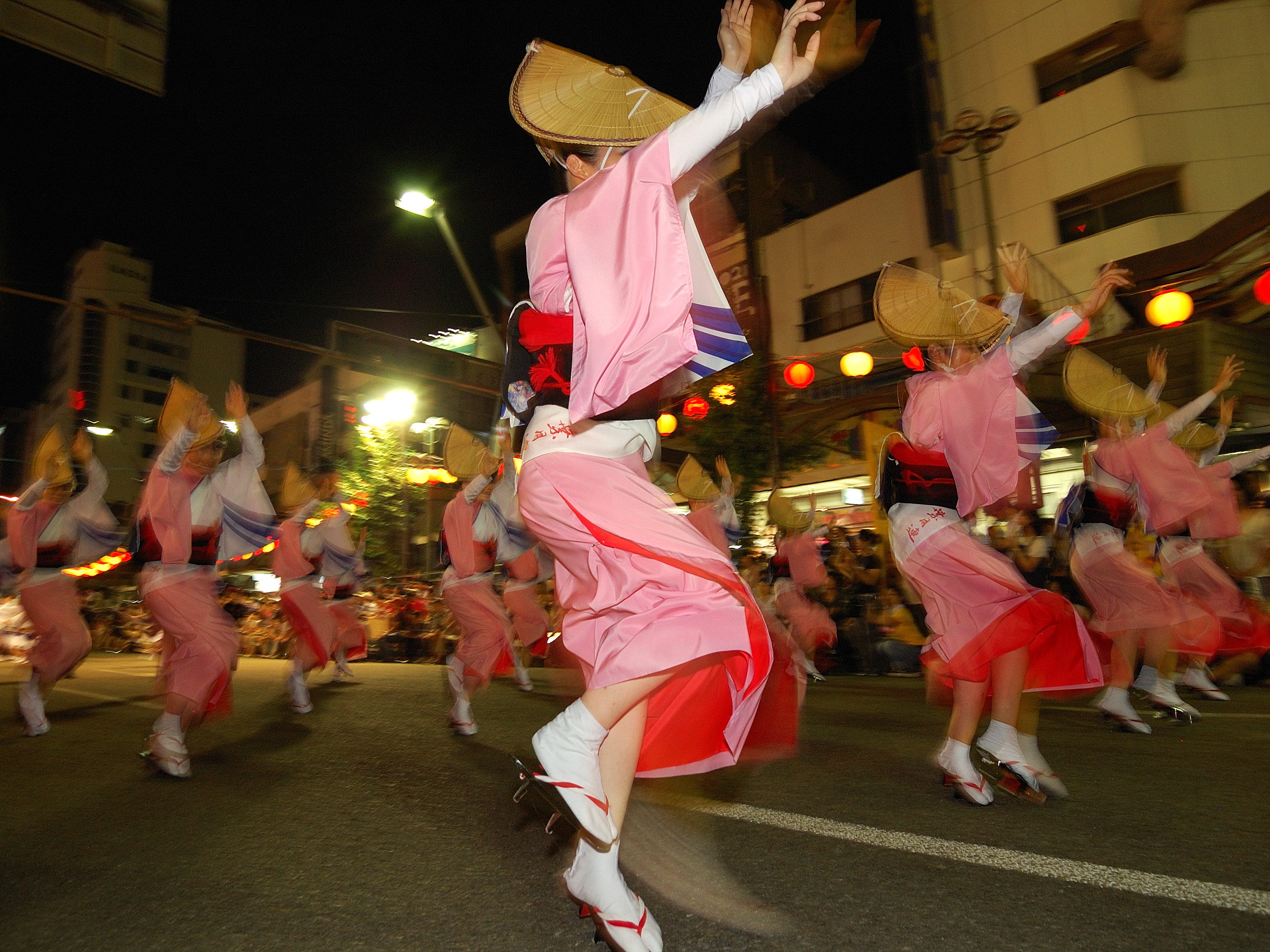
阿波踊り

  - 函館港まつり - 市中パレードで踊られるいか踊りなど
- 青森県
  - 青森ねぶた祭 - 東北三大祭りのひとつ
  - 弘前ねぷたまつり
- 宮城県
  - 仙台七夕まつり - 東北三大祭りのひとつ
- 秋田県
  - 秋田竿燈まつり - 東北三大祭りのひとつ
- 福島県
  - 福島わらじまつり
- 群馬県
  - 桐生八木節まつり
- 東京都
  - 深川祭 - 江戸三大祭りのひとつ
- 石川県
  - 飯田町燈籠山祭り
- 岐阜県
  - 郡上踊り
- 愛知県
  - 尾張津島天王祭 - 日本三大川祭のひとつ
- 京都府
  - 祇園祭 - 日本三大祭りのひとつ
- 大阪府
  - 天神祭 - 日本三大祭り・大阪三大夏祭りのひとつ
- 兵庫県
  - 湯村の火祭り
- 鳥取県
  - 鳥取しゃんしゃん祭
- 徳島県
  - 阿波踊り - その中の徳島市阿波おどりは四国三大祭りのひとつ
- 高知県
  - よさこい祭り - 四国三大祭りのひとつ
- 福岡県
  - 博多祇園山笠
- 熊本県
  - 山鹿灯籠まつり
- 宮崎県
  - 都城六月灯おかげ祭り

## 日本以外での夏祭り
- サバントゥイ - ロシアのヴォルガ川中流域で行われる夏の祭